# Den Oever (Emmen)
Den Oever is een oude nederzetting bij Emmen.
Het restant van deze buurtschap ligt op de oostoever van het vroegere Emmermeer, ook wel Be(a)rgermeer. Het ligt ongeveer 20 meter boven NAP. Aan de noordzijde van Den Oever ligt aan de Oevermanweg het verkeersknooppunt Rondweg-Dordsestraat. Aan de noordoostzijde van dit verkeersknooppunt ligt het Oevermanskamp. Er staan nog enkele huizen op Den Oever. en het eeuwen oude bosje Oeversebos. Er is ook een boek geschreven over de geschiedenis van Den Oever.
In 1847 brandden drie boerderijen helemaal af. Er werden nieuwe boerderijen gebouwd, die de naam Nieuwen Oever kregen.